# انسی-لو-لیبر
انسی-لو-لیبر (به فرانسوی: Ancy-le-Libre) یک کمون در فرانسه است که در Canton of Ancy-le-Franc واقع شده‌است.

## خصوصیات
انسی-لو-لیبر ۲۱٫۶۵ کیلومترمربع مساحت و ۱۸۱ نفر جمعیت دارد.